# Akademia Medyczna w Łodzi
Akademia Medyczna w Łodzi – akademia medyczna w Łodzi, działająca w latach 1950–2002, w ostatnim okresie swojej działalności złożona z Wydziałów: Lekarskiego (z Oddziałem Pielęgniarstwa), Stomatologicznego, Zdrowia Publicznego i Farmaceutycznego (z Oddziałem Analityki Medycznej).

## Historia
Źródło:
Uczelnia powstała mocą „Rozporządzenia Rady Ministrów z dnia 24 października 1949 r. w sprawie założenia Akademii Lekarskich w Warszawie, Krakowie, Poznaniu, Lublinie, Łodzi i Wrocławiu”, które przekształciło z dniem 1 stycznia 1950 r. Wydziały: Lekarski, Farmaceutyczny i Stomatologiczny działające od 27 sierpnia 1945 r. na Uniwersytecie Łódzkim w samodzielną uczelnię. Pierwszym rektorem AM w Łodzi został prof. dr Emil Paluch, toksykolog i higienista, który pełnił tę funkcję w latach 1950–1954.
Akademia Medyczna w Łodzi została rozwiązana ustawą z 27 lipca 2002 o powołaniu Uniwersytetu Medycznego w Łodzi, która w miejsce dwóch poprzednio istniejących łódzkich uczelni medycznych, tj. Akademii Medycznej i Wojskowej Akademii Medycznej, powoływała nową, kontynuującą statutowo tradycje obu swoich poprzedniczek.
Uczelnia wykształciła 15517 lekarzy medycyny, 6103 lekarzy dentystów, 5350 magistrów farmacji i 465 magistrów analityki medycznej.

## RektorzyAkademii Medycznej w Łodzi
- 1950–1954: prof. dr Emil Paluch
- 1954–1955: prof. dr med. Aleksander Goldschmied
- 1955–1968: prof. dr med. Marian Stefanowski
- 1968–1972: prof. dr hab. med. Tadeusz Pawlikowski
- 1972–1981: prof. dr hab. inż. Antoni Kotełko
- 1981–1987: prof. dr hab. med. Leszek Woźniak
- 1987–1990: prof. dr hab. med. Marek Pawlikowski
- 1990–1996: prof. dr hab. med. Jan Berner
- 1996–2001: prof. dr hab. med. Henryk Stępień
- 2001–2002: prof. dr hab. med. Tadeusz Robak

## Doktorzy honoris causa Akademii Medycznej
W latach 1949–2002 nadano tytułu doktora honoris causa;
- 1952 – Bronisław Sabat (1871–1953) – dr medycyny i filozofii, profesor Akademii Medycznej w Łodzi, twórca rentgenokimografii
- 1958 – Witold Eugeniusz Orłowski (1874–1966) – dr nauk medycznych, profesor zwyczajny Akademii Medycznej w Warszawie, twórca kierunku fizjopatologii i biochemii w klinicystyce chorób wewnętrznych
- 1970 – Tadeusz Kotarbiński (1886–1981) – doktor filozofii, logik, prakseolog, pionier i współtwórca prakseologii polskiej, pierwszy rektor Uniwersytetu Łódzkiego, prezes PAN
- 1970 – Marian Stanisław Stefanowski (1897–1979) – doktor wszechnauk lekarskich, profesor zwyczajny, chirurg (szczególnie w zakresie chirurgii tarczycy, dróg żółciowych i trzustki), rektor Akademii Medycznej w Łodzi, współtwórca WAM
- 1975 – Zofia Jerzmanowska (1906–1999) – doktor chemii, profesor zwyczajny Akademii Medycznej w Łodzi, chemik, farmaceuta,
- 1975 – Eufemiusz Józef Herman (1892–1985) – doktor medycyny, profesor zwyczajny Akademii Medycznej w Łodzi, neurolog
- 1975 – Tadeusz Ewaryst Pawlikowski (1904–1985) – doktor medycyny, profesor zwyczajny, rektor Akademii Medycznej w Łodzi, endokrynolog (twórca łódzkiej szkoły endokrynologicznej), społecznik i humanista
- 1975 – Jarosław Prokopec (ur. 1923) – doktor medycyny, profesor medycyny nuklearnej, Minister Zdrowia Czechosłowackiej Republiki Socjalistycznej
- 1975 – Aleksander Pruszczyński (1902–1982) – doktor medycyny, profesor zwyczajny Akademii Medycznej w Łodzi i WAM, patolog, autor wielu dzieł z zakresu anatomii patologicznej, onkologii i cytochemii
- 1977 – Wiktor Dega (1896–1995) – doktor medycyny, profesor Akademii Medycznej w Poznaniu, chirurg-ortopeda, autor nowych metod operacyjnych i leczniczych
- 1977 – Martin M. Cummings (1920–2011) – profesor doktor medycyny, specjalista w dziedzinie informatyki medycznej, dyrektor Narodowej Biblioteki Medycznej w Bethesda (USA)
- 1978 – Wacław Markert (1898–1992) – profesor zwyczajny, internista, założyciel i redaktor czasopisma naukowego „Folia Medica Lodziensia”,
- 1979 – Tadeusz Lipiec (1903–1981) – doktor filozofii, chemik i farmaceuta, prorektor i profesor Akademii Medycznej w Łodzi
- 1979 – Ulf von Euler (1905–1983) – doktor medycyny, fizjolog, współodkrywca prostaglandyn, profesor fizjologii Królewskiego Karolińskiego Instytutu Medyczno-Chirurgicznego w Sztokholmie, laureat nagrody Nobla w 1970 r.,
- 1979 – Manfred Bleuler (1928–1983) – psychiatra, kierownik Katedry Psychiatrii Uniwersytetu w Zurychu, dyrektor Ośrodka Klinicznego Burchoelzin
- 1980 – Witold Rudowski (1918–2001) – doktor habilitowany nauk medycznych, chirurg i transfuzjolog, specjalista leczenia oparzeń, profesor zwyczajny Akademii Medycznej w Warszawie, dyrektor Instytutu Hematologii w Warszawie, wieloletni kierownik Kliniki Chirurgii Instytutu Hematologii w Warszawie, członek rzeczywisty PAN, b. prezes Towarzystwa Chirurgów Polskich, doktor honoris causa Akademii Medycznej w Poznaniu, w Warszawie, WAM w Łodzi i we Wrocławiu oraz Uniwersytetu w Edynburgu,
- 1981 – Leonard Kuczyński (1913–1994) – doktor habilitowany nauk farmaceutycznych, chemik, profesor zwyczajny, rektor Akademii Medycznej we Wrocławiu
- 1984 – André Delmas(inne języki) (1910–1999) – profesor doktor medycyny, anatom, dziekan Wydziału Lekarskiego Sainte-Péres w Paryżu,
- 1984 – Bronisław Filipowicz (1904–1988) – doktor filozofii, biochemik, doktor filozofii Uniwersytetu Warszawskiego, organizator i kierownik Katedry Biochemii Akademii Medycznej w Łodzi
- 1985 – Maksym Nikonorow (1913–1985) – doktor farmacji, profesor zwyczajny bromatologii i toksykologii, pułkownik, twórca toksykologii żywności, współtwórca WAM, komendant Wojskowego Instytutu Higieny i Epidemiologii w Warszawie,
- 1989 – Aleksander Wejn (1927–2003) – doktor medycyny, czołowy neurolog rosyjski w dziedzinie zagadnień snu i patologii układu autonomicznego, m.in. bólów głowy, kierownik kliniki w Instytucie Medycznym im. Sieczenowa w Moskwie,
- 1989 – Walter Ried(inne języki) (ur. 1920) – profesor zwyczajny chemii Instytutu Chemii Organicznej Uniwersytetu im. J.W. Goethego we Frankfurcie nad Menem, chemik, prekursor nowych metod badania struktury związków organicznych
- 1990 – Russel J. Reiter(inne języki) (ur. 1936) – profesor neuroendokrynologii Zakładu Biologii Komórkowej i strukturalnej Ośrodka Medycznego Uniwersytetu Teksaskiego w San Antonio (USA)
- 1990 – Bela Halasz(inne języki) (ur. 1927) – doktor medycyny, profesor anatomii, histologii i embriologii Uniwersytetu Semmelweisa w Budapeszcie (Węgry), laureat nagrody von Eulera
- 1991 – Horst Stoeckel(inne języki) (ur. 1930) – doktor medycyny, profesor anestezjologii Uniwersytetu w Bonn, autor wielu prac z dziedziny anestezjologii,
- 1994 – Jerzy Brzeziński (1922–1996) – doktor nauk medycznych, profesor neurologii Akademii Medycznej w Łodzi, twórca łódzkiej szkoły eurochirurgii, ogromny udział w rozwoju neurotraumatologii, neuroanestezjologii i neuroradiologii
- 1995 – Dennis V. Parke(inne języki) (ur. 1922) – biochemik, toksykolog i patolog, dziekan Wydziału Biologii i Chemii Uniwersytetu Surrey w Guildford (Wlk. Brytania),
- 1995 – Daniel Carleton Gajdusek (1923–2008) – doktor medycyny i filozofii, pediatra, biofizyk i mikrobiolog, dyrektor Laboratorium do Badań Centralnego Systemu Nerwowego NINDS, National Institute of Health w Bethesda USA, laureat Nagrody Nobla w 1976 r. za odkrycia z dziedziny neuropatologi i wirusologii,
- 1995 – Paul Zech (ur. 1932) – profesor, nefrolog Uniwersytetu Claude Bernard w Lyonie (Francja)
- 1996 – Leszek Woźniak – doktor nauk medycznych, profesor zwyczajny Akademii Medycznej w Łodzi i WAM, patomorfolog, onkolog, pierwszy demokratycznie wybrany rektor Akademii Medycznej w Łodzi
- 1997 – Antoni Prusiński (ur. 1925) – doktor nauk medycznych, profesor neurologii, kierownik Katedry Neurologii Akademii Medycznej w Łodzi, twórca pierwszego w krajach wschodnioeuropejskich Ośrodka Leczenia Migreny,
- 1999 – Louis-Marc Patricot (ur. 1937) – fizyk, chemik i patolog, dyrektor Uniwersyteckiego Centrum Klinicznego w Lyonie, profesor Uniwersytetu Claude Bernard w Lyonie (Francja)
- 1999 – Marc Dechavanne(inne języki) (ur. 1939) – profesor interny i hematologii, rektor Uniwersytetu im. Claude Bernard w Lyonie, kierownik naukowy Laboratorie d’Haemostase Szpitala im. Edouard Herriot i Szpitala Chorób Sercowo-Płucnych w Lyonie (Francja)
- 1999 – Maria Olszewska (ur. 1929) – biolog, cytolog i cytogenetyk, profesor Wydziału Biologii i Nauk o Ziemi Uniwersytetu Łódzkiego, kierownik Katedry Cytologii i Cytochemii Roślin Uniwersytetu Łódzkiego
- 2000 – Cedric Stuart Raine (ur. 1940) – zoolog, neuropatolog, profesor w Albert Einstein College of Medicine w Nowym Jorku, specjalista w dziedzinie mikroskopii elektronowej, twórca nowej dyscypliny – neuroimmunologii
- 2001 – Zbigniew Puchalski (ur. 1933) – doktor nauk medycznych, profesor zwyczajny, specjalista w zakresie chirurgii ogólnej, chirurgii endokrynologicznej, patofizjologii, rektor Akademia Medyczna w Białymstoku (obecnie Uniwersytet Medyczny w Białymstoku).
- 2002 – Aaron Polliack (ur. 1939) – profesor medycyny, hematolog, dziekan Wydziału Lekarskiego Uniwersytetu Hadassh w Jerozolimie, kierownik Kliniki Białaczek i Chłoniaków Szpitala Uniwersyteckiego w Jerozolimie, założyciel i redaktor naczelny prestiżowego czasopisma naukowego Leukemia and Lymphoma.
- 2002 – Longin Marianowski (ur. 1934) – profesor zwyczajny medycyny, ginekolog i położnik, kierownik Katedry i Kliniki Ginekologii i Położnictwa Akademii Medycznej w Warszawie